# Emily deRiel
Emily deRiel, född den 12 november 1974 i Boston, Massachusetts, är en amerikansk idrottare inom modern femkamp.
Hon tog OS-silver i damernas moderna femkamp i samband med de olympiska tävlingarna i modern femkamp 2000 i Sydney.